# Gabriel Biel
Gabriel Biel (Spira, intorno al 1415 – Tubinga, 7 dicembre 1495) è stato un teologo, filosofo occamista e predicatore tedesco.

## Biografia
Gabriel Biel fu un filosofo dello scolasticismo e membro dei Fratelli della Vita Comune. Nel 1432 fu ordinato al sacerdozio ed  entrò all'Università di Heidelberg per ottenere un diploma di maturità. Divenne accademico e nominato tra gli istruttori nella facoltà delle arti per tre anni, fino a quando conseguì un grado più elevato presso l'Università di Erfurt. Il suo primo soggiorno fu breve, durò solo fino a quando non si trasferì all'Università di Colonia. Non completò il suo percorso di laurea neanche lì, e tornò a Erfurt nel 1451 per terminarlo. I programmi in queste due università variavano notevolmente, con Erfurt, che si basava sulla scolastica di San Tommaso d'Aquino, e Colonia maggiormente su Guglielmo di Ockham. A causa della sua dipendenza dalla tradizione scolastica, come pure dalle opinioni nominaliste di Ockham, è spesso accreditato come un "articolato portavoce della via moderna e … un utente esigente del pensiero della via antica" (Oberman, 11). Ebbe grande influenza su Martin Lutero e Filippo Melantone.
I suoi studi proseguirono a Heidelberg, Erfurt, e Colonia. Nella prima metà del 1460, divenne un predicatore nel Duomo di Magonza, di cui era vicario. Mentre era presso la Cattedrale di Magonza prese le difese dell'arcivescovo Adolfo di Nassau, e scrisse Defensorium obediente apostolice. Più tardi, divenne un superiore dei Fratelli della vita comune a Butzbach e visse nella Casa dei Fratelli sul Rheingau fino al 1468. Fu invitato dal conte Eberhard III di Eppstein a diventare il primo prevosto della nuova casa dei Fratelli a San Marco, dove lavorò per nove anni, incrementando il movimento dei Fratelli della vita comune fondando un Capitolo Generale della Casa dei Fratelli sulla riva superiore del Reno a Magonza e integrando la "pietà dei fratelli" nei programmi di quella scuola. Influenzato da Biel, Eberardo III di Eppstein-Königstein fondò una casa dei "fratelli della vita comune" nel 1466 a Königstein im Taunus. Nel 1479 fu nominato prevosto della chiesa di Urach. In questo periodo collaborò con il conte Eberardo di Württemberg nella fondazione dell'Università di Tubinga.
Nominato nel 1484, come il primo professore di teologia nella nuova istituzione, continuò a essere uno dei membri più famosi della sua facoltà fino alla morte, prestando servizio anche come rettore nel 1484 e nel 1489. Lì, assieme a Paul Scriptoris, si oppose alla nomina del filosofo realista Jean Heynlin alla facoltà. Anche se aveva quasi sessant'anni di età quando cominciò a insegnare, l'opera di Biel, sia come docente sia come scrittore, trasmise grande prestigio sui giovani universitari. Il suo lavoro consistette nello sviluppo sistematico delle opinioni del suo maestro, Guglielmo di Ockham. Negli anni successivi fu conosciuto come "l'ultimo degli scolastici". Si ritirò nella Casa dei Fratelli di San Pietro a Eisiedel, nei pressi di Tubinga, dove morì il 7 dicembre 1495.

## Pensiero teologico

Wendelin Stambach, Supplementum commentarii, 1574

La sua prima pubblicazione, il Canone della Messa, è di valore e interesse permanente. La sua seconda e più importante opera è un commentario sulle Sententiae di Pietro Lombardo, che avrebbe avuto una forte influenza su Martin Lutero all'inizio dell'imminente riforma protestante. In questa egli definisce Occam suo maestro, ma gli ultimi tre libri lo descrivono più Scotista che Nominalista. Matthias Scheeben lo descrive come "uno dei migliori della nominalistica, chiaro, esatto e più positivo così come più fedele alla Chiesa di tutti gli altri" (Dogmatik, n. 1073). Lo storico tedesco Johannes Janssen dichiara che egli era uno dei pochi nominalisti che creano un sistema teologico senza incorrere nell'accusa di non ortodossia. (Cf. Geschichte des deutschen Volkes, vol. I, 127, 15ª ed.) Non era limitato, ristretto, né eccessivamente speculativo. Anche se era un nominalista, era tollerante al riguardo del pensiero filosofico del Realismo, che fiorì anche a Tubinga sotto la guida di Konrad Summenhart. Come scolastico, era, per citare Janssen, "libero da speculazioni vuote e geniali giochi intellettuali, essendo focalizzato a questioni e esigenze della vita reale" (ibid.), era interessato ai movimenti sociali del suo tempo ed ha mantenuto relazioni amichevoli con gli umanisti. Uno di questi ultimi, Heinrich Bebel, gli diede il titolo di "monarca tra i teologi". I suoi scritti teologici più volte sono stati citati nelle discussioni del Concilio di Trento.
Vivendo come ha fatto in un periodo di transizione, Biel presenta caratteristiche di due epoche intellettuali. Secondo alcuni, era uno Scolastico che esponeva Aristotele piuttosto che le Sacre Scritture, secondo altri ha difeso il libero insegnamento teologico e si è opposto all'antica costituzione della Chiesa e all'autorità del papa. Nel maggio del 1459, una controversia è nata quando Diether von Isenburg è stato eletto arcivescovo di Magonza, ma non è riuscito a pagare le annate richieste, così viene assegnata la carica dal papa Pio II ad Adolfo di Nassau. Quando Teodorico di Isemburg (Diether) ha cominciato ad appellarsi ai sentimenti antipapali presenti su tutto il Sacro Romano Impero, accendendo il conflitto, Gabriel ne fu coinvolto. Ha fatto una campagna in modo inequivocabile per Adolfo II, e fu costretto a fuggire da Magonza. Mentre era in clandestinità, ha scritto il Defensorium obediente apostolice, un trattato ecclesiastico sulla portata e i limiti dell'autorità papale (e l'autorità della Chiesa) e il ruolo che le Scritture hanno su queste. In esso, egli prende una posizione simile alla potentudo potestatis di Bernardo di Chiaravalle. È un dato di fatto, ha riconosciuto il primato e il potere supremo del Pontefice romano ma, in comune con molti altri teologi del suo tempo, ha mantenuto la superiorità dei Concili generali, almeno nella misura in cui potrebbero costringere il Papa alle dimissioni. E mostrò non più libertà teologica di quella che è stata sostenuta ed esercitato da alcuni dei teologi più severi. A causa della sua insistenza nel mantenere in atto il precario equilibrio tra le sue opinioni scolastiche e quelle moderne della teologia, è spesso il caso che "Il suo pensiero filosofico non è semplicemente innovativo, ma ha più di una natura sintetica, la sua chiarezza di espressione viene generalmente riconosciuta anche se spesso raggiunta con diverse posizioni contrastanti tra di loro.
Tra le opinioni difese da Biel riguardanti questioni controverse in materia a quel tempo, le seguenti sono degne di menzione:

(a) che ogni giurisdizione ecclesiastica, anche quella dei vescovi, è derivata immediatamente o mediata dal papa.
 
A questo proposito è da notare che la sua difesa dei crediti episcopali (annate) dovuti da Diether von Isenburg gli ha valso il ringraziamento di papa Pio II;
 
(b) che il potere di assolvere è inerente agli ordini sacerdotali, e che solo la questione, cioè, le persone che devono essere assolte, può essere concessa o negata nella normalità;
 
(c) Che il ministro del battesimo non deve avere alcuna intenzione particolare di quella di fare ciò che i fedeli, che sono la Chiesa, intendono;
 
(d) che lo Stato non può costringere gli ebrei o i pagani, o i loro figli a ricevere il battesimo;
 
(e) e che il Contractum trinius è moralmente lecito. Tutte queste opinioni sono diventate la dottrina teologica prevalente.
Le sue altre opere sono: Sacri canonis Missae expositio resolutissima literalis et mystica (Bressanone, 1576); un compendio di questo lavoro, intitolato Epitome expositionis canonis Missae (Anversa, 1565), Sermones (Bressanone, 1585), nelle domeniche e feste del dell'anno cristiano, con una disquisizione sulla peste e una difesa dell'autorità del papa; Collectorium sive epitome in magistri sententiarum libros IV (Bressanone, 1574), e Tractatus de potestate et utilitate monetarum.

## Pensiero economico
L'argomento su cui Biel ha tenuto il punto di vista più moderno è l'economia politica. Wilhelm Roscher che con Gustav Schmoller lo presentò agli studenti dell'Ottocento della Scuola storica tedesca di economia, dichiara che la conoscenza di Biel dell'economia gli ha permesso non solo di comprendere il lavoro dei suoi predecessori, ma di andare oltre a loro. (Cfr. Geschichte der Nationalokonomik in Deutschland, 21 ss.) Secondo Biel, il giusto prezzo di una commodity (bene economico) è determinato principalmente dai bisogni umani, dalla sua scarsità, e dalla difficoltà della sua produzione.
La sua enumerazione comprende tutti i fattori che formano il prezzo di mercato, ed è più completa e ragionevole rispetto a qualsiasi altra fatta dai suoi predecessori. (Cfr. Garnier, L'idée du just prix, 77.) Lo stesso autore sostiene che al riguardo dell'occupazione del mercante o commerciante, Biel è più avanzato di San Tommaso d'Aquino, dal momento che non dà alcun stigma ad esse, ma ritiene che siano buone in sé, ed il mercante abbia diritto ad una remunerazione a causa del suo lavoro, rischi e costi. La trattazione di Biel di questi soggetti è contenuta nel libro IV del suo commento alle Sententiae. Ha scritto un lavoro speciale sulla moneta, Ein wahrhaft goldenes Buch, nel quale stigmatizza il deprezzamento della valuta causata dall'emissione di moneta fatta dai principi come disonesto sfruttamento delle persone. Nello stesso lavoro egli condanna duramente quei governanti che hanno ridotto i diritti del popolo su bosco, pascolo, e acqua, e che hanno imposto livelli arbitrari di imposizione fiscale, così come i ricchi cacciatori che hanno occupato le terre dei contadini.

## Opere: edizioni e traduzioni

Commentarii doctissimi, 1574

- (LA)  Sacri canonis Missae expositio resolutissima literalis et mystica ("Un'accurata interpretazione letterale e mistica delle Sante Messe"). Brixen (Bressanone), 1576
- (LA)  Epitome Expositionis sacri canonis Missae.  ("Epitome delle Messe canoniche") Konrad Hist, Spira um 1500. (Digitalizzato da fULB Düsseldorf)
- (LA)  Sermones, Brixen, 1585.
- (LA)  Collectorium sive epitome in magistri sententiarum libros IV ("una raccolta di aforismi o riassunta dei Dottori della Chiesa - Kirchenlehrer in quattro volumi"), rimasta incompleta, che è la sua opera principale; Brixen, 1574
- (LA) Gabriel Biel, Commentarii doctissimi in 4. Sententiarum libros[collegamento interrotto], a cura di Wendelin Stambach, apud Petrum Bozolam. URL consultato il 22 aprile 2015.
- (LA) Tractatvs varii atqve vtilis de monetis, carvmqve mvtatione ac falsitate in gratiam studiosorum ac practicorum collecti, Cologne: Theodorus Baumius, 1574.
- (LA)  Tractatus de potestate et utilitate monetarum ("Trattato del potere e dei benefici della moneta"). Herausgegeben 1516
- (LA)  Defensorium oboedientiae apostolicae ad Pium Papam II destinatum.

- (EN)  Gabriel Biel, Treatise on the power and utility of moneys, translated by Robert Belle Burke, Philadelphia: University of Pennsylvania Press, and London: Oxford University Press, 1930.
- (EN)  Gabrielis Biel Canonis Misse Expositio, edited by Heiko Oberman and William J. Courtenay, Wiesbaden: Franz Steiner, 1965-1967.
- (EN)  Gabriel Biel, Defensorium Obedientiae Apostolicae et Alia Documenta, edited and translated by Heiko Oberman, Daniel E. Zerfoss, and William J. Courtenay, Cambridge, MA: Belknap Press of Harvard University Press, 1968.